# Couplage oxydant
En chimie, le couplage oxydant est une réaction de couplage entre deux espèces organiques par un processus oxydant, généralement catalysé par un métal de transition, comme dans les réactions de couplage croisé, avec cependant un mécanisme réactionnel différent en raison de l'implication d'un oxydant,. Ces couplages font souvent intervenir l'oxygène comme oxydant stœchiométrique mais procèdent par transfert d'électron (en).

## Couplages carbone–carbone
De nombreuses réactions de couplage oxydant créent des liaisons carbone–carbone. Les premiers exemples font intervenir des alcynes terminaux :
2 RC≡CH + 2 Cu+ ⟶ RC≡C–C≡CR + 2 Cu + 2 H+.
Les réactions de couplage oxydant du méthane (en) sont étudiées afin de relier la chimie des composés en C1 à celle des composés en C2, à valeur industrielle sensiblement supérieure. Le couplage oxydant du méthane donne ainsi de l'éthylène C2H4, :
2 CH4 + O2 ⟶ C2H4 + 2 H2O.
Dans le couplage oxydant aromatique, les réactifs sont des composés aromatiques riches en électrons. Les substrats typiques sont les phénols et les catalyseurs typiques sont des composés de cuivre et de fer ainsi que certaines enzymes. La première application synthétique rapportée remonte à 1868 avec Julius Löwe et la synthèse de l'acide ellagique en chauffant l'acide gallique avec de l'acide arsénique H3AsO4 ou de l'oxyde d'argent(I) Ag2O. Une autre réaction est la synthèse du 1,1'-bi-2-naphtol, ou (S)-BINOL, à partir du β-naphtol par le chlorure de fer(III) FeCl3, découverte en 1873 par le chimiste russe Alexandre Dianine. Ce composé peut être produit à partir de β-naphtol par couplage oxydant asymétrique à l'aide de chlorure de cuivre(II) CuCl2.

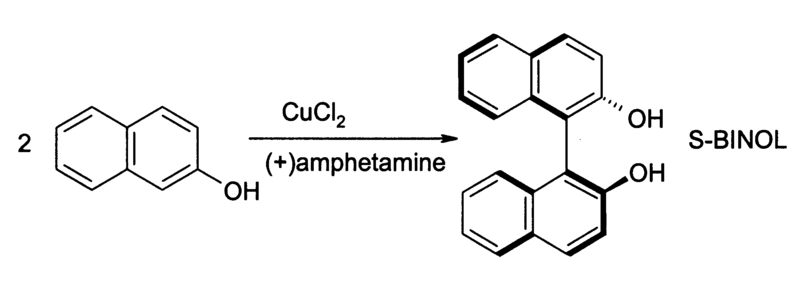
Couplage oxydant asymétrique de β-naphtol produisant du 1,1'-bi-2-naphtol.

Structure idéalisée de la lignine montrant les liaisons aryle–aryle résultant de réactions de couplage oxydant[11].